# Мяус Артем Павлович
Артем Павлович Мяус (нар. 11 листопада 1980, м. Суми, Українська РСР) — український актор театру і кіно

## Життєпис
Артем Мяус народився 1980 року у місті Суми.
У 1998-у закінчив сумську школу № 15, після чого переїхав до Києва, де акторську освіту отримував у Київському національному університеті театру, кіно і телебачення імені Івана Карпенко-Карого на курсі Євгенії Гулякіної.
Двічі був одружений. Має доньку від першого шлюбу та сина від другого.

## Творчість
З 2005 по 2008 роки Артем Мяус був актором Київського академічний театр російської драми імені Лесі Українки. У 2008 року він перейшов до трупи Київського академічного драматичного театру на Подолі, де відзначився прекрасними ролями в декількох десятках п'єс.
Паралельно з театральною кар'єрою Артем Мяус також грає в кіно. У 2007 року він знімався у серіалі «Повернення Мухтара». У 2011 році зіграв в російському серіалі «Справа була на Кубані». З 2014 року знімається в серіалах на ТРК «Україна», «1+1» та ICTV — «Останній яничар», «Заміж після всіх», «На лінії життя», «Свій чужий син», «Жити заради кохання» і «Маршрути кохання».
Також в юності Артем Мяус грав у КВК у команді «С-Клуб» із Сум. В останні роки команда відновлена під назваою Збірна великої Британії та виступає в українській лізі АМІК. А Мяус співпрацює як режисер та сценарист.

## Ролі в театрі
Національний академічний театр російської драми імені Лесі Українки
- «Сірано де Бержерак» за п'єсою Едмона Ростана — Крістіан
- «Дон Кіхот 1938 року» Михайла Булгакова; реж. Михайло Резнікович — Монах

Київський академічний драматичний театр на Подолі
- 2019 — «Зойчина квартира[ru]» Михайла Булгакова; реж. Максим Голенко — Павло Федорович Обольянинов[3][4]

## Фільмографія

### Фільми
- 2013 — Україно, Goodbye! (короткометражка «Пиріг»)
- 2025 — раша гудбай

### Телесеріали
- 2007 — Колишня — поліцейський
- 2007 — Повернення Мухтара-4 — Онєгін (у 22-й серії «Братська допомога», у 46-й серії «Завершення справ»)
- 2008 — Реквієм для свідка — Комар
- 2009 — Повернення Мухтара-5 — Востряков (у 7-й серії «На величезній швидкості»)
- 2009 — Полювання на Вервольфа — листоноша
- 2010 — Брат за брата — Артем, патрульно-постова служба
- 2011 — Балада про бомбера — епізод
- 2011 — Справа була на Кубані — Сергій Кривонос
- 2011 — Лють — капітан (у фільмі № 2 «Дезертир»)
- 2012 — Генеральська невістка — епізод
- 2012 — Захисниця — опер
- 2012 — Лист очікування — епізод
- 2012 — СБУ. Спецоперація — Таран
- 2013 — Агент — епізод
- 2014 — Мажор — мент з наряду
- 2014 — Чоловік на годину — епізод
- 2014 — Перелітні птахи — поліцейський
- 2014 — Пізнай мене, якщо зможеш — опер
- 2015 — Погана сусідка — поліцейський
- 2015 — Останній яничар — Тимоха
- 2016 — Заміж після всіх — Санич
- 2016 — На лінії життя — Юрій Іванович Шумаков, капітан-вертольотчик
- 2016 — Підкидьки — Курлов, слідчий
- 2016 — Світлофор — Андрій Бабаянов, однокласник (у 176-й серії)
- 2016 — Свій чужий син — адвокат
- 2016 — Запитайте у осені — Григорій
- 2016 — Доля на ім'я кохання — епізод
- 2017 — Ментівські війни. Одеса — лже-інспектор ДПС (у фільмі 1 «Вовча зграя» та фільмі 2 «Небезпечні ігри»)
- 2017 — Невиправні — колишній слідчий
- 2017 — Ноти любові — Юрій, біологічний батько Микити
- 2017 — Пес-3 — людина в чорному (у 5-й серії «Кілер для кілера»)
- 2017 — Підкидьки-2 — Роман, слідчий
- 2017 — Що робить твоя дружина? — Артем, мийник
- 2018 — Вір мені — Афанасьєв
- 2018 — Жити заради кохання
- 2018 — За три дні до кохання
- 2018 — Хто ти? — епізод
- 2018 — На самій межі — Дем'янов
- 2018 — Одна на двох — епізод
- 2018 — За законами воєнного часу-2 — хлопець в кепці
- 2018 — Секрет Майя — Руслан Снєгірьов, журналіст
- 2019 — Маршрути долі — Сергій
- 2019 — Місто закоханих